# Résolution 179 du Conseil de sécurité des Nations unies
Membres permanents
- Chine (Taïwan)
- États-Unis
- France
- Royaume-Uni
- URSS

Membres non permanents
- Brésil
- Ghana
- Maroc
- Norvège
- Philippines
- Venezuela

Résolution no 178 Résolution no 180
La Résolution 179 est une résolution du Conseil de sécurité des Nations unies adoptée le 11 juin 1963, dans sa 1039e séance. 

Les parties directement concernées par la situation au Yémen sont convenues de se désengager et les gouvernements de l'Arabie saoudite et la République arabe unie ont accepté de payer les frais pour une mission d'observateurs de l'ONU de plus de deux mois. Le Conseil a exhorté les parties à respecter les termes de désengagement et a prié le Secrétaire général d'établir l'opération d'observation comme il définit et de faire un rapport au Conseil sur la mise en œuvre de la résolution.

## Vote
La résolution a été approuvée 10 voix contre zéro, l'abstention étant de l'URSS.

## Texte
- Résolution 179 Sur fr.wikisource.org
- Résolution 179 Sur en.wikisource.org